# Saturnina
Saturnina – żeński odpowiednik łacińskiego imienia Saturnin. Imię to nosiło kilka świętych katolickich: Saturnina, męczennica rzymska, Saturnina z Neuenheerse i Saturnina z Arras.
W Polsce imię pozostaje imieniem rzadko nadawanym. W styczniu 2024 w rejestrze PESEL, wśród publicznie dostępnych danych, wykazano 131 kobiet o imieniu Saturnina nadanym jako imię pierwsze oraz 100 kobiet noszących imię Saturnina jako imię drugie. Dla porównania, najczęściej nadane jako żeńskie imię pierwsze – Anna, nosi 1072616 osób.
Saturnina imieniny obchodzi 25 lutego, 20 maja, 4 czerwca i 31 grudnia.

## Imię Saturnina w innych językach[10]
- łacina – Saturnina
- francuski – Saturnina, Saturnine[11]
- hiszpański – Saturnina
- niderlandzki – Saturnina
- niemiecki – Saturnina.

## Kobiety o imieniu Saturnina
- Saturnina Leokadia Wadecka – polska pisarka.
- Saturnina Matraszek (pseudonim Henryka Simon) – polska aktorka teatralna